# (13678) Shimada
(13678) Shimada (1997 NE11) – planetoida z pasa głównego asteroid okrążająca Słońce w ciągu 4,71 lat w średniej odległości 2,81 j.a. Odkryta 6 lipca 1997 roku.